# Kraniosynostose

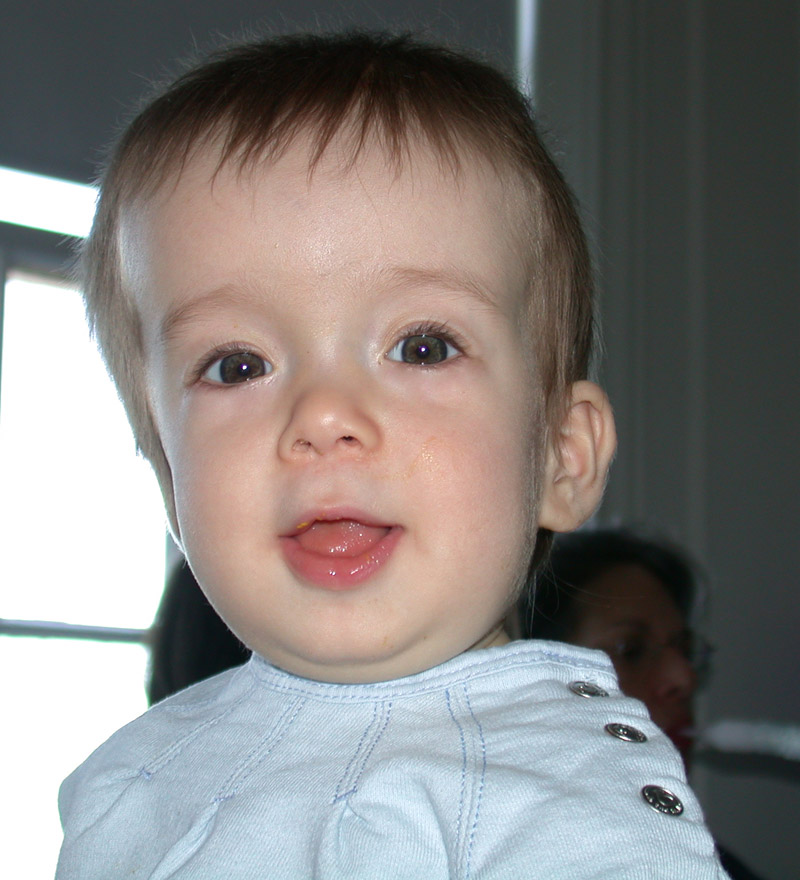
Kraniosynostose

Unter dem Begriff Kraniosynostose versteht man die vorzeitige Verknöcherung einer oder mehrerer Schädelnähte, die zum Teil schon beim ungeborenen Kind beginnt. Das übliche Wachstum des Schädels ist dadurch nicht möglich, und ein sogenanntes kompensatorisches Wachstum tritt auf. Dieses verursacht ungewöhnliche Schädelformen wie Turmschädel oder Kahnschädel. Wenn mehrere Nähte betroffen sind, ist eine operative Korrektur mit Kranioplastik notwendig, um dem Hirn Platz zum Wachstum zu schaffen. Heute werden fast alle betroffenen Kinder (ca. 1 pro 2000 Geburten) operiert.
Laut einer 2011 veröffentlichten Studie des University College London ist das Risiko für Fehlbildungen des Schädels bei einem Kind um 33 % erhöht, wenn die Mutter während der Schwangerschaft raucht. Kraniosynostosen sind in manchen Fällen mit einer der SMAD6-Genvariation assoziiert.
Kraniosynostosen können auch im Rahmen von Syndromen als sogenannte syndromale Synostosen, auftreten wie zum Beispiel beim Baller-Gerold-Syndrom, dem Loeys-Dietz-Sydrom, dem Marfan-Syndrom, der Kranio-fronto-nasalen Dysplasie, dem Muenke-Syndrom, der Kraniotelenzephalen Dysplasie, dem Ruvalcaba-Syndrom, der Hunter-McAlpine-Kraniosynostose, dem Beare-Stevenson-Cutis-gyrata-Syndrom, dem Cole-Carpenter-Syndrom, der Osteoglophonen Dysplasie oder dem Jackson-Weiss-Syndrom.